# Pierce County, North Dakota
Pierce County är ett administrativt område i delstaten North Dakota, USA, med 4 357 invånare. Den administrativa huvudorten (county seat) är Rugby. 

## Geografi
Enligt United States Census Bureau så har countyt en total area på 2 802 km². 2 637 km² av den arean är land och 166 km² är vatten. 

### Angränsande countyn
- Rolette County - nord
- Towner County - nordöst
- Benson County - öst
- Wells County - sydöst
- Sheridan County - sydväst
- McHenry County - väst
- Bottineau County - nordväst